# ويليام سان كلير تيسدال
كان ويليام سان كلير تيسدال (1859 – 1928) كاهناً أنجليكانياً بريطانياً، ولغوياً، ومؤرخاً وفقيه لغة، وأميناً للجمعية التبشيرية التابعة لكنيسة إنجلترا في أصفهان.

## حياته
كان تيسدال مديراً لكلية التدريب في أمريتسار، ثم صار المبشر المسؤول عن بعثة CMS المحمدية في بومباي.
كان يتقن عدة لغات شرق أوسطية، بما فيها العربية، وقضى زمناً طويلاً في تتبع مصادر الإسلام والقرآن باللغات الأصلية. كما كتب قواعد اللغة الفارسية والهندوستانية والبنجابية والكجراتية.
وسمحت له ريادته في دراسة القواعد الكجراتية تحديد لاثة أصناف رئيسية من هذه اللغة: لهجة "هندوسية" قياسية، ولهجة "بارسية" ولهجة "مسلمة".

## نقد حديث لتيسدال
يصور كلينتون بينيت تيسدال في كتابه صور الإسلام الفيكتورية (Victorian Images of Islam) (1992)، بوصفه خصماً يواصل مسيرة الجدل المسيحي التقليدي المعادي للمسلمين.
ساهم تيسدال إلى جانب ثلاثة عشر كاتباً في كتاب "أصول القرآن: مقالات كلاسيكية حول الكتاب المقدس في الإسلام"، وهو كتاب صدر في عام 1998 بتحرير ابن الوراق. وانتقد الباحث هيربرت بيرغ عمل تيسدال قائلًا إنه "ليس مقالًا علمياً حقاً". واختتم بيرغ نقده بالقول"يبدو أن ابن وراق قد نشر بعض المقالات ليس بناءاً على قيمتها العلمية أو بصفتها 'كلاسيكيات'، بل لعدائها للإسلام. وهذا لا يقلل بالضرورة من قيمة المقالات، ولكن يجب أن يدرك القارئ أن هذه المجموعة من المقالات لا تمثل حقاً الدرس العلمي الكلاسيكي حول القرآن". ويتهم تيسدال النبي محمد بأدعاء الوحي، لضرورة ذاك العصر.

## فهرس
- The Gospel of St. John in the original Greek: (the revisers' text): together with literal interlinear translations into Urdu and Persian, and Persian notes upon certain difficult passages, Printed at the Allahabad Mission Press for the Punjab Bible Society, Allahabad, 1890
- A simplified grammar of the Gujarātī language together with a short reading book and vocabulary, London: Kegan Paul, Trench, Trübner & Co., 1892 (Trübner's Collection of Simplified Grammars of the Principal Asiatic and European Languages); reprinted Bombay, D. B. Taraporevala, n.d.; New York, Frederick Ungar, 1961; New Delhi: Asian Educational Series, 1986
- A Manual of the Leading Muhammadan Objections to Christianity, London: Society for Promoting Christian Knowledge, 1904
- The Original Sources of the Qu'ran: Its Origin In Pagan Legends and Mythology, London: Society for Promoting Christian Knowledge, 1905